# Хоб Саунд (Флорида)
Хоб Саунд (енгл. Hobe Sound) насељено је место без административног статуса у америчкој савезној држави Флорида.

## Демографија
По попису из 2010. године број становника је 11.521, што је 145 (1,3%) становника више него 2000. године.
| Група             | 2000.          | 2010.         |
| Белци             | 10.286 (90,4%) | 9.871 (85,7%) |
| Афроамериканци    | 659 (5,8%)     | 806 (7,0%)    |
| Азијати           | 68 (0,6%)      | 92 (0,8%)     |
| Хиспаноамериканци | 253 (2,2%)     | 603 (5,2%)    |
| Укупно            | 11.376         | 11.521        |